# Hyllus mniszechi
Hyllus mniszechi är en spindelart som först beskrevs av Lucas 1858.  Hyllus mniszechi ingår i släktet Hyllus och familjen hoppspindlar. Inga underarter finns listade i Catalogue of Life.